# Palasa-Kasibugga
Palasa são cidades gêmeas e nagar panchayat no distrito de Srikakulam, no estado indiano de Andhra Pradesh. Palasa também é um mandal.

## Demografia
Segundo o censo de 2001, Palasa-Kasibugga tinha uma população de 49 987 habitantes. Os indivíduos do sexo masculino constituem 49% da população e os do sexo feminino 51%. Palasa Kasibugga tem uma taxa de literacia de 62%, superior à média nacional de 59,5%: a literacia no sexo masculino é de 71% e no sexo feminino é de 52%. Em Palasa Kasibugga, 12% da população está abaixo dos 6 anos de idade.